# シンクフィルム
シンクフィルム（TH!NKFilm）は、かつて存在したアメリカ合衆国の映画会社である。
この企業はアメリカ向け自主映画の配給に多く携わり、第80回アカデミー賞長編ドキュメンタリー部門を受賞した『「闇」へ』や、主演俳優であるライアン・ゴズリングが第79回アカデミー賞主演男優部門にノミネートされた『ハーフネルソン』、第77回アカデミー賞長編ドキュメンタリー部門を受賞した『未来を写した子どもたち』といったアカデミー賞に受賞またはノミネートされた映画も少なくない。
このほかにも『マーダーボール』、『らくだの涙』、『チャレンジ・キッズ 未来に架ける子どもたち』『ウォー・ダンス/響け僕らの鼓動』などといった映画の配給も行ってきた。
この企業は2001年9月に設立され、2006年にはデヴィッド・バーグスタイン率いるキャピトル・フィルムズの傘下に入った。2010年10月5日、アラミド・エンタテインメントという映画投資ファンドを筆頭とする債権者たちにより、バーグスタインが経営する5つの映画関連会社（キャピトル・フィルムズ、シンクフィルム、 R2D2, CT-1、カプコ）が連邦倒産法第11章による破産申請を行った。
その結果、バーグスタインと金融上のパートナー、ロナルド・チューター、債権者たち、多くの弁護士たち、そして多くの映画会社との間で訴訟合戦となった。

## 配給に携わった映画
2008年
- 狼たちの報酬 The Air I Breathe
- 善き人 Good
- マイ・ブラザー My Brother is an Only Child
- 「闇」へ Taxi to the Dark Side

2007年
- モンテーニュ通りのカフェ Fauteuils d'orchestre|Avenue Montaigne
- その土曜日、7時58分 Before the Devil Knows You're Dead
- 痛いほどきみが好きなのに The Hottest State
- ザ・ムーン In the Shadow of the Moon
- マイ・ブラザー My Brother is an Only Child
- 南京 Nanking
- NOISE ノイズ Noise
- 「闇」へ Taxi to the Dark Side
- 幸せになるための10のバイブル The Ten
- ウォー・ダンス/響け僕らの鼓動 War/Dance
- いとしい人 Then She Found Me
- ファック・アンド・ザ・シティ Young People Fucking

2006年
- 素敵な人生のはじめ方 10 Items or Less
- 狼の街 10th & Wolf
- The Big Question
- キャンディ Candy
- ダウン・イン・ザ・バレー Down in the Valley
- フェイトレス 運命ではなく Fateless
- FUCK Fuck
- ハーフネルソン Half Nelson
- キング 罪の王 The King
- バイバイ、ママ Loverboy
- ショートバス Shortbus
- ローズ・イン・タイドランド Tideland
- マイ・ビッグ・ファット・ファーザー When Do We Eat?

2005年
- ふたりの5つの分かれ路 5x2
- グレート・ビギン Genesis
- 寂しい時は抱きしめて Lie with Me
- モンドヴィーノ Mondovino
- マーダーボール Murderball
- ゾディアック The Zodiac
- 秘密のかけら Where the Truth Lies

2004年
- 未来を写した子どもたち Born into Brothels
- フェスティバル・エクスプレス Festival Express
- プライマー Primer
- らくだの涙 The Story of the Weeping Camel

2002年-2003年
- バス174 Bus 174
- GERRY ジェリー Gerry
- チャレンジ・キッズ 未来に架ける子どもたち Spellbound
- らくだの涙 The Story of the Weeping Camel